# سید محمدحسن نبوی
سید محمدحسن نبوی (۱۳۰۳–۱۳۸۱)، نماینده مجلس خبرگان قانون اساسی و سه دوره در مجلس شورای اسلامی بود. وی فرزند سید محمدصادق بود و در روستای چاووشی شهرستان دشتی زاده شد.

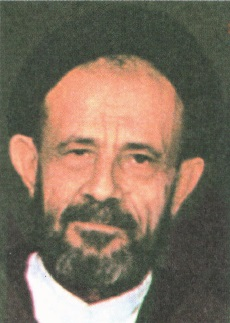

## تحصیلات
تحصیلات ابتدایی را در کنگان، متوسطه را در دبیرستان سعادت و دروس حوزوی را در نجف اشرف و قم به پایان رسانید. نبوی تحصیلات دانشگاهی خود را تا حد لیسانس در رشته منقول و علوم قضایی و علوم تربیتی و در دانشگاه تهران گذراند. وی سالها در دبیرستان‌های بوشهر به تدریس پرداخت.

## فعالیت های سیاسی
پس از انقلاب به سمت مدیر کل آموزش و پرورش بوشهر منصوب شد و در همین سال (۱۳۵۸) به نمایندگی مجلس خبرگان انتخاب گردید. وی سه دوره نماینده مردم بوشهر، گناوه و دیلم در مجلس شورای اسلامی بود و از سال ۱۳۷۳ تا هنگام فوت ریاست مرکز علمی و فرهنگی بوشهرشناسی را به عهده داشت. .
| دوره نمایندگی | تعداد رای | درصد آراء |
| ------------- | --------- | --------- |
| اول           | ۲۸٬۴۵۵    | ۶۲        |
| دوم           | ۳۹٬۲۳۵    | ۵۸        |
| سوم           | ۲۷٬۴۰۰    | ۳۴        |

## تالیفات
- علماء و نویسندگان بوشهر
- راهنمای خلیج فارس» تاریخ و جغرافیای استان بوشهر